# 밀비오 다리
밀비오 다리(언어 오류(ut): Ponte Milvio 또는 Ponte Molle, 라틴어: Pons Milvius 또는 Pons Mulvius)는 이탈리아 북부 로마의 테베레강에 놓여진 다리이다. 로마 제국 시대에 경제적, 전략적으로 중요한 다리였으며 312년 콘스탄티누스 황제의 통치로 이어진 유명한 밀비우스 다리 전투가 벌어진 곳이기도 하다.

## 역사
기원전 206년 집정관 가이우스 클라우디우스 네로가 메타우루스 전투에서 카르타고 군대를 격파한 후 다리를 건설했다. 기원전 109년 감찰관 마르쿠스 아이밀리우스 스카우루스(Marcus Aemilius Scaurus)는 같은 위치에 이전 다리를 철거하고, 새로운 돌다리를 건설했다. 기원전 63년에 카틸리나 음모 공모자들의 편지가 이곳에서 가로채어 다음날 키케로가 로마 원로원에서 읽을 수 있게 되었다. 서기 312년에 콘스탄티누스 1세는 유명한 밀비우스 다리 전투를 통해 이 다리와 삭사 루브라 사이에서 라이벌인 막센티우스를 물리쳤다.
중세 시대에 다리는 아쿠치오라는 수도사에 의해 개조되었고, 1429년에 교황 마르티노 5세는 유명한 건축가인 프란체스코 다 게나차노에게 다리가 무너지고 있었기 때문에 수리를 요청했다. 18세기와 19세기 동안 다리는 주세페 발라디에르와 도메니코 피지아니라는 두 명의 건축가에 의해 개축되었다.
다리는 1849년 프랑스의 침공을 막으려던 가리발디의 군대에 의해 심하게 손상되었으며, 이후 1850년 교황 비오 9세가 수리를 의뢰했다.
1873년 1월 소설가 헨리 제임스는 가능성은 희박하지만 유능한 기수로서 폰테 밀비오를 많은 로마의 말을 탄 목적지 중 첫 번째 목적지로 만들었다. 그는 “생각보다 말을 잘 탈 수 있다”고 말했다.

## 문제점

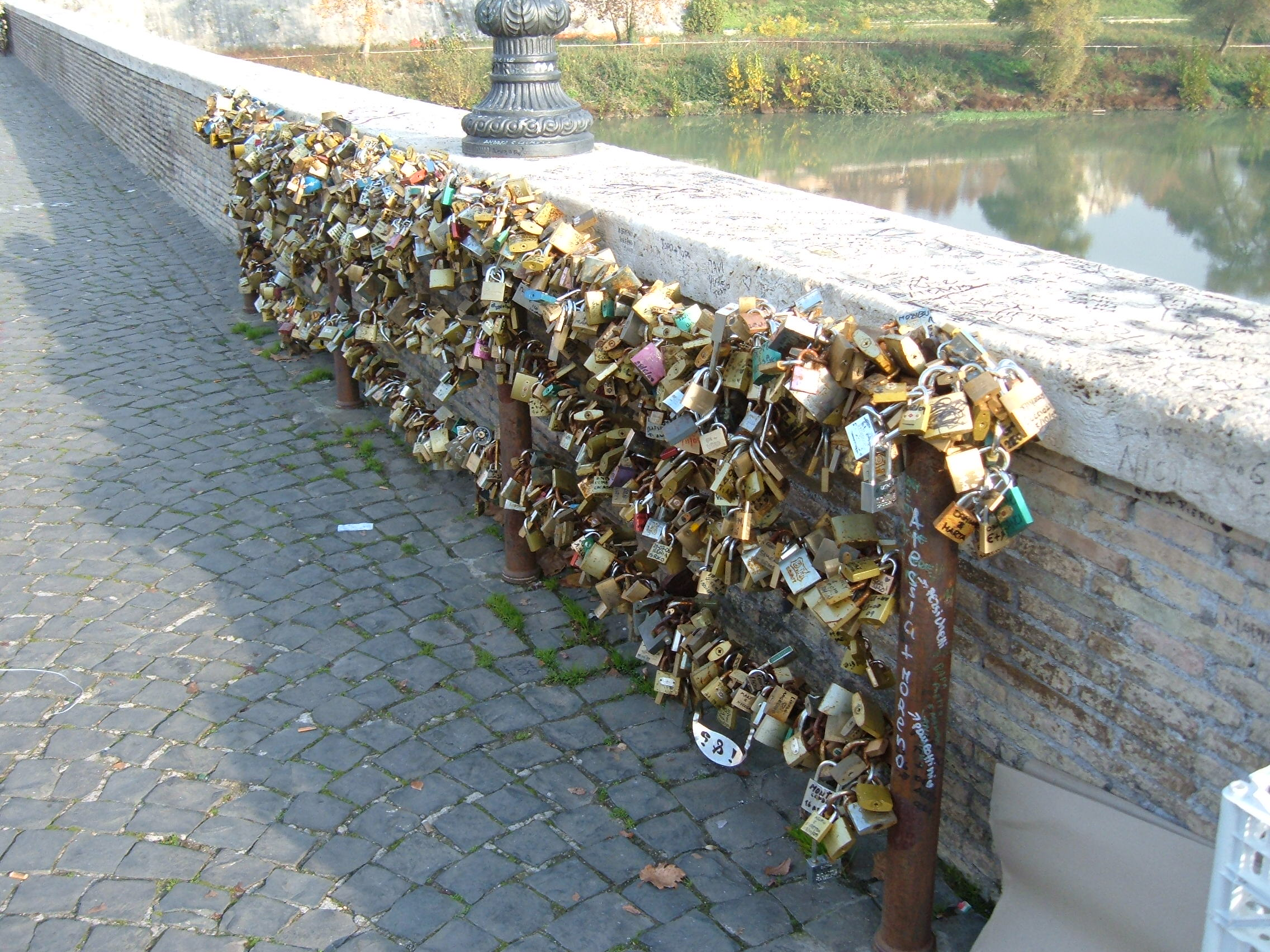
다리 위의 사랑의 자물쇠

### 사랑의 자물쇠
작가 페데리코 모치아의 인기 있는 책과 영화 “나는 너를 원해” (Hovoglia dite 2006)의 개봉 이후, 커플들은 사랑의 표시로 다리의 가로등 기둥에 자물쇠를 부착하기 시작했다. 자물쇠를 붙인 후, 그들은 그들 뒤에 있는 열쇠를 티베르강으로 던진다. 하지만, 2007년에 가로등 기둥이 자물쇠의 무게 때문에 부분적으로 무너진 후, 난간, 쓰레기통을 포함한 다리의 모든 부분이 사용되었다. 로마 시의회가 다리에 자물쇠를 다는 것을 발견한 사람에게 50유로의 벌금을 부과했음에도 불구하고 그런 행위는 계속되고 있다. 2012년에 시 당국은 다리의 모든 자물쇠를 제거했다.

### 훌리건의 폭행
이 다리는 A.S. 로마의 울트라로 알려진 이탈리아 축구 훌리건들이 경기일에 종종 상대팀 팬들을 공격하는 장소로 알려져 있다. 로마 속어로 알려진 번개 공격 또는 펀시카타는 울트라의 플래시몹은 다른 축구 팬들의 재빨리 엉덩이를 찌르고는 도주한다. 다리의 설계와 위치가 이러한 종류의 매복에 적합하기 때문에 다리가 이용된다. 다른 현지팀인 S.S. 라치오가 경기를 치루는 경우, 라치오의 울트라가 주로 모이는 곳이기 때문에 A.S. 로마 팬들은 이 지역을 기피하는 경향이 있다.